# 1782 w polityce
Wydarzenia polityczne w 1782 roku.

## Zmarli
- 27 kwietnia William Talbot, brytyjski arystokrata i polityk[1].